# Pablo García Montilla
Pablo García y Montilla (24 de enero de 1824-31 de julio de 1895) fue un Jefe Político y Militar del Distrito de Campeche del 9 de agosto de 1857 al 17 de mayo de 1858. Gobernador por voluntad de la Excelentísima Junta Gubernativa del Distrito de Campeche e Isla del Carmen del 18 de mayo de 1858 al 25 de marzo de 1862. Gobernador Constitucional del 26 de marzo de 1862 al 21 de enero de 1864. Gobernador Constitucional del 15 de diciembre de 1867 al 1 de junio de 1870, nacido en la ciudad de Campeche.
Como político se le recuerda por su actitud liberal y por haber sido el primer gobernador del Estado de Campeche en 1863 tras su separación de Yucatán y por haber formado parte del ejército republicano que expulsó de su estado a las tropas del emperador Maximiliano I de México; como académico, publicó artículos en la revista de la Sociedad Médico-Farmacéutica de Mérida en la década de 1870; y como periodista se le recuerda por haber participado en la edición y redacción de varios periódicos yucatecos de corte liberal durante las décadas de 1870, 1880 y 1890, desde cuyas páginas defendió el estado laico, criticó a los líderes y a las creencias religiosas de la Iglesia Católica, y divulgó la ciencia, el liberalismo y las ideas positivistas de su época.

## Biografía
Pablo García Montilla nació en 1824 en Campeche, su padre fue peluquero y su mamá una inmigrante de Nueva Orleans. Su piel oscura le ganó el sobrenombre de "el negro García";  . Estudió Latinidad, Filosofía y Derecho en el Colegio Clerical de San Miguel, lo que le permitió en 1850 obtener el título de abogado por la Universidad Literaria de Yucatán. Posteriormente, fue contratado como maestro en el Colegio de Campeche, puesto desde el cual tradujo del francés el Programa de un curso elemental de física de Auguste Pinaud. Abandona su empleo en 1857 cuando fue elegido diputado federal. Desde aquella posición jugó un importante papel en la fundación del Instituto Literario de Campeche.
Unos años más tarde, en 1863, fue nombrado el primer gobernador del recientemente fundado Estado de Campeche. Pero su gobierno sería prontamente interrumpido por la invasión del ejército de Napoleón III a México y la fundación del Segundo Imperio Mexicano. Tras esos sucesos, Pablo sería un miembro destacado en el ejército que lograría expulsar a las tropas de Maximiliano I de su estado. Después de lo cual volvería a ocupar la gubernatura de Campeche hasta 1870.
En 1871 fue expulsado del estado por el entonces gobernador Joaquín Baranda, por lo que se mudó a Mérida en calidad de refugiado. En aquella ciudad Pablo García llegaría a ser maestro en el Instituto Literario de Mérida que dirigió en dos ocasiones (una en 1873 y la otra de 1877 a 1880). También sería editor de periódicos liberales como El Pensamiento y El Libre Examen desde los cuales criticó con dureza a la Iglesia Católica, y defendió al estado laico y al liberalismo. Algunos de sus ensayos tratan temas controversiales y se titulan con nombres sugestivos como: La vida futura según las religiones y según las ciencias (1879), La doctrina moral positivista en lo relativo al duelo y al suicidio (1881), El Progreso Social (1881), El catolicismo es incompatible con la buena educación (1881), entre muchos otros.

Pablo García no dudó en expresar públicamente su confianza en la ciencia, su creencia en el progreso y su desprecio hacía la religión católica; como puede verse en la siguiente cita textual: 
"Sólo la preponderancia científica puede continuar en lo sucesivo la acción del progreso. Hay que eliminar por completo la influencia religiosa, porque la religión aceptó la antigua esclavitud y la servidumbre, se acomodó á la diferencia de castas, aprobó con León X la esclavitud de los negros, cuando la humanidad se dejó arrastrar por el infame interés de la trata a principios del siglo XVI; porque la religión niega el progreso, maldice el trabajo, anatemiza a la ciencia, santifica la mendicidad y sostiene la necesidad de que haya perpetuamente pobres. El adelanto actual tan considerable nos debe inspirar confianza en el porvenir".
Según su amigo Tomás Aznar Barbachano, Pablo García se mantuvo fiel a sus convicciones durante toda su vida.